# Шанхайський експрес
Шанхайський експрес (англ. Shanghai Express) — американська пригодницька мелодрама режисера Джозефа фон Штернберга 1932 року.

## Сюжет
У фільмі розповідається про те, як найвідоміша біла повія й авантюристка Китаю на прізвисько Шанхайська Лілі зустрічає в поїзді свого колишнього нареченого-англійця Дональда Гарві, який служить офіцером-медиком у Британській армії. У країні йде громадянська війна, і потяг виявляється захопленим повстанцями. Вони беруть в заручники Гарві й хочуть випалити йому очі. Щоб врятувати Дональда, Шанхайська Лілі обіцяє стати коханкою лідера революціонерів.

## У ролях
- Марлен Дітріх — Шанхайська Лілі
- Клайв Брук — капітан Дональд «Док» Гарві
- Анна Мей Вонг — Гуй Фей
- Ворнер Оуленд — Генрі Чанг
- Юджин Паллетт — Сем Солт
- Густав фон Сейффертіц — Ерік Баум
- Еміль Чаутерд — майор Ленард

## Нагороди й номінації
У 1932 році «Шанхайський експрес» нагороджений премією «Оскар» за найкращу операторську роботу, а також був номінований за найкращу режисуру і як найкращий фільм.